# Éric Sautou
Éric Sautou est un poète français né le 22 septembre 1962 à Montpellier.

## Biographie
Auteur de plusieurs recueils depuis 1987, Éric Sautou est présent dans les anthologies Autres territoires (Farrago, 2003) et 49 poètes (Flammarion, 2004).

## Publications
- Jusqu'au soir, 1987 (Prix de la Crypte)[1]
- C’est à peine s’il pleut, Éditions de La Crypte, 1990
- Le Capitaine Nemo, Éditions Tarabuste, 1998
- Le Nom des fleuves, Éditions Tarabuste, 1999
- Canoë, Éditions Flammarion, dans le volume collectif Venant d’où ?, 2002
- Rémi, Éditions Tarabuste, 2003
- Un Oursin, Éditions Le Dé bleu, 2004
- La Tamarissière, Éditions Flammarion, 2006
- Les Iles britanniques, Éditions Tarabuste, 2007
- Frédéric Renaissan, Éditions Flammarion, 2008
- Les Vacances, Éditions Flammarion, 2012
- Une infinie précaution, Éditions Flammarion, 2016
- La Véranda, Éditions Unes, 2018
- Les jours viendront, Éditions Faï fioc, 2019
- Beaupré, Éditions Flammarion, 2021[2]
- Aux Aresquiers, Éditions Unes, 2022
- Grand Saint Vincent, Éditions Unes, 2023
- Paul n'est pas toujours tout seul, illustratrice Kotimi. La Joie de lire, 2024.